# 14313 Додаїра
14313 Додаїра  (14313 Dodaira) — астероїд головного поясу, відкритий 22 жовтня 1976 року.
Тіссеранів параметр щодо Юпітера — 3,220.